# Hrabstwo Rutherford (Tennessee)
Hrabstwo Rutherford (ang. Rutherford County) – hrabstwo w stanie Tennessee w Stanach Zjednoczonych. Obszar całkowity hrabstwa obejmuje powierzchnię 623,94 mil² (1616 km²). Według szacunków United States Census Bureau w roku 2009 miało 257 048 mieszkańców.
Hrabstwo powstało w 1803 roku.

## Miasta
- Eagleville
- La Vergne
- Murfreesboro
- Smyrna[4]

## CDP
- Walterhill[4]

| Populacja hrabstwa w poprzednich latach | Populacja hrabstwa w poprzednich latach |
| Rok                                     | Liczba ludności                         |
| --------------------------------------- | --------------------------------------- |
| 1980                                    | 84 020                                  |
| 1990                                    | 118 570                                 |
| 2000                                    | 182 023                                 |
| 2005                                    | 218 292                                 |